# Heiligkreuz (St. Gallen)
Heiligkreuz (Offizielle Bezeichnung in den Statistiken der Stadt St. Gallen: Langgass-Heiligkreuz) ist ein Stadtteil im Osten von St. Gallen. Das Quartier wird im Süden von den SBB- und SOB-Bahnlinien St. Gallen–Rorschach und St. Gallen–Romanshorn begrenzt, im Osten vom Galgentobel, im Nordosten von der Gemeinde Wittenbach, im Nordwesten vom Stadtquartier Rotmonten und im Südwesten vom OLMA-Gelände. Das Quartier ist etwas tiefer gelegen als das Stadtzentrum von St. Gallen und gilt als sogenanntes «Talquartier». Bis zu dessen Schliessung im Frühling 2008 war das Fussballstadion Espenmoos mit dem Stadtclub FC St. Gallen ein Anziehungspunkt für die ganze Region.

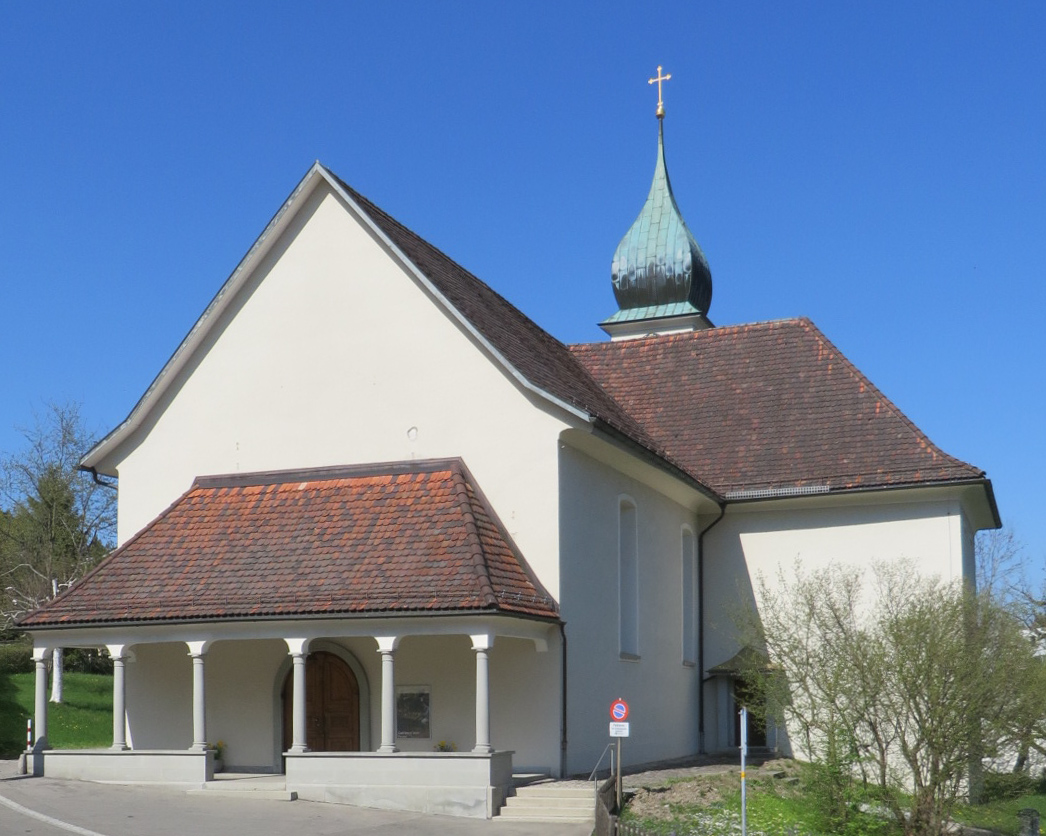
Katholische Wallfahrtskirche Heiligkreuz

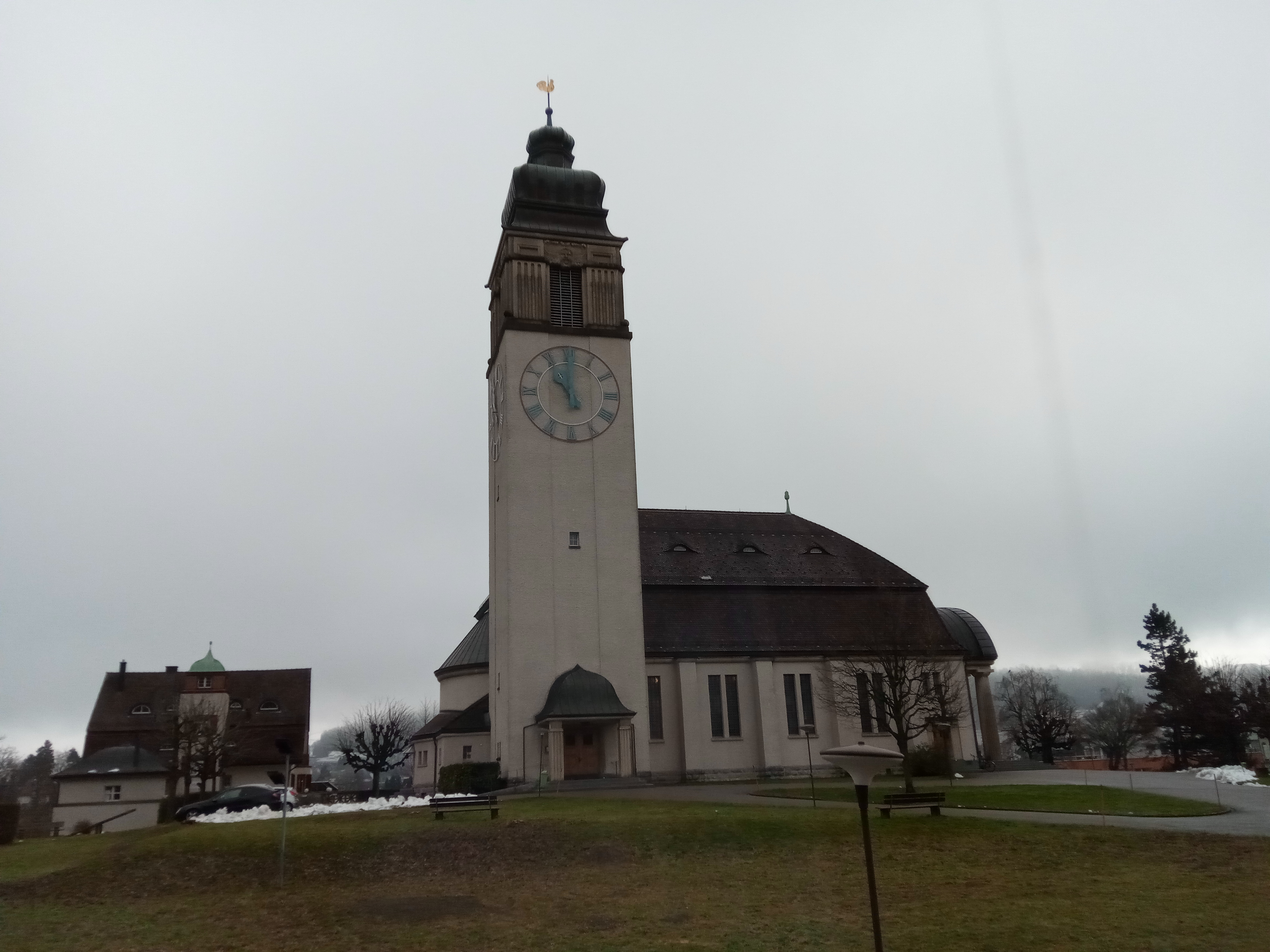
Die evangelische Kirche Heiligkreuz von Norden gesehen

Den Namen hat das Quartier von einem Wegkreuz, das vermutlich im 16. Jahrhundert an der Stelle der heutigen Wallfahrtskirche Heiligkreuz errichtet wurde.
Die Anknüpfung an das öffentliche Verkehrsnetz wird durch den SBB-Bahnhof St. Gallen St. Fiden, die Autobuslinien 3, 4, 6, 9 und 11 der Verkehrsbetriebe der Stadt St. Gallen (VBSG) sowie durch die Postautolinien nach Arbon (80.200) und Wittenbach (80.203) gewährleistet. Die Linien 3 und 4 und 6 sollen ab 2020 von 17 neuen Batterietrolleybussen bedient werden, wobei die Batterien während der Fahrt an den gegenwärtig bestehenden Fahrleitungen und neu zu erstellender Fahrleitungsinfrastruktur geladen werden sollen, um einen Teil der Strecken im reinen Batteriebetrieb zurück zu legen.
Das Quartier verfügt über drei Primarschulhäuser, die Schulhäuser Buchwald, Heimat und Gerhalde, sowie über mehrere Kindergärten, Spielgruppen und Turnhallen. Die 1955 errichtete Doppelturnhalle Buchwald ist nach einer umfassenden Sanierung am 25. April 2012 eingeweiht worden. Das 1961 gegenüber der evangelischen Kirche errichtete Pflegeheim war damals die erste solche Einrichtung der Stadt St. Gallen. Es wurde auf das Jahr 2018 hin durch einen grösseren Neubau ersetzt. Die evangelische Kirche wurde in den Jahren 1910–1913 auf dem Ort der einstigen fürstäbtlichen Richtstätte nach Plänen von Curjel & Moser errichtet und gehörte, wie das gesamte Quartiergebiet, zur damaligen Gemeinde Tablat. Im Bruggwaldpark an der Grenze zur Gemeinde Wittenbach war 1907 ein Blindenheim errichtet worden, das bis 2011 in Betrieb war und in der Folge aufgehoben worden ist.
Zahlreiche Vereine beleben das Quartier durch verschiedene Anlässe, wie zum Beispiel der Verein "Jugend und Familie Heiligkreuz", der mit dem Casa Sant’Antonio ein markantes und populäres Zentrum hat.
Der Lukasmühleweg bei der Steinach und der neue Wanderweg entlang der Bahnlinien durch das Galgentobel nach Mörschwil waren Ideen, die in der Zukunftswerkstatt im Quartier Heiligkreuz an drei Veranstaltungen im November/Dezember 2003 entwickelt und durch die Stadtverwaltung realisiert wurden.
An der Lukasstrasse im Südosten des Quartiers befinden sich einige gewerbliche Industriebetriebe.
Um den Bahnhof St. Fiden herum befinden sich vor allem nördlich im Heiligkreuzquartier und südlich in St. Fiden einige der letzten grossen Baulandreserven der Stadt St. Gallen. Im Dezember 2017 wurde ein Konzept für die Entwicklung des Gebietes vorgestellt, wobei mit einem Baubeginn nicht vor 2022 gerechnet wird. Ebenfalls in Diskussion ist die Überdachung des gesamten Geleisegeländes des Bahnhofs St. Fiden, wobei diese Idee 2020 wieder ernsthaft aufgegriffen wurde, mit einer Verwirklichung aber nicht vor 2035 gerechnet wird.